# "B" de bestias
"B" de bestias es la segunda novela escrita por Sue Grafton perteneciente a la serie de misterio "Alfabeto" protagonizada por Kinsey Millhone, investigadora privada con sede en Santa Teresa, California.

## Argumento
En la segunda entrega del "Alfabeto del crimen", la detective privada Kinsey Millhone es contratada por Beverly Danzinger para localizar a su hermana desaparecida, Elaine Boldt, cuyo nombre es necesario en algunos papeles correspondientes a una herencia. Elaine fue vista por última vez entrando en un taxi con la intención de tomar un vuelo hacia Boca Ratón, Florida, donde suele pasar los inviernos, pero resultó esfumarse por el camino. No parecía un motivo relativamente honesto pero aun así acepta el caso.
Las cosas no son tan simples como parecen sin embargo, así como Kinsey es incapaz de encontrar rastro de Elaine en algún sitio de Florida, llega a encontrar a una mujer llamada Pat Usher que afirma que Elaine estuvo de acuerdo en re-alquilarle su apartamento de Boca Ratón mientras estaba viajando. Esta declaración le resulta falsa a Kinsey ya que nadie, salvo Pat Usher, ha recibido alguna postal de Elaine en su supuesto viaje. Debido a esto, se asegura la ayuda de una vecina mayor de la desaparecida para que observe cómo van marchando las cosas por Florida mientras ella vuelve a California. Kinsey sospecha que hay una conexión entre la desaparición de Elaine y la muerte de su vecino de Santa Teresa Marty Grice, quien fue asesinado aparentemente durante un robo donde los ladrones luego prendieron fuego a la casa de Grice una semana antes de que Elaine se marchara. Alguien forzó la entrada en el apartamento del supervisor del edificio, Tillie, aparentemente en busca de unas facturas de Elaine, las cuales Tillie guardaba para entregárselas. También alguien rebuscó en la casa de Kinsey y esta se dio cuenta de que lo que buscaba el ladrón era el pasaporte de Elaine.
Gravemente consternada por la seguridad de Elaine, Kinsey sugiere a Beverly que su desaparición tiene que ser denunciada a la policía, pero esta se niega de forma tan vehemente que Kinsey da por finalizada su relación laboral y comienza a trabajar para Julia. Kinsey denuncia la desaparición y conoce a Jonah Robb, un policía recientemente separado que trabaja en la unidad de personas desaparecidas. Pero, a pesar de la atracción que siente por él, es reacia a implicarse. Una visita del marido de Beverly, Aubrey, complica las cosas aún más, ya que resulta que estaba teniendo una aventura amorosa con Elaine, la cual había descubierto Beverly. Kinsey comienza a preguntarse si la misma hermana de Elaine tuvo algo que ver en su desaparición.
Kinsey comienza a estar cada vez más convencida de que Elaine está muerta y de que Pat Usher está implicada. Pat ha desaparecido, después de quedar su apartamento en Boca Ratón completamente destrozado. Finalmente, descubre que Pat Usher había solicitado un permiso de conducir a nombre de Elaine, probando su implicación. El sobrino de Marty, Mike, traficante de droga adolescente, confiesa que estaba en la casa de Grice la noche del asesinato, y debido a la discrepancia entre las horas de su relato y lo que fue contado a la policía, Kinsey llega a la conclusión de que fue Elaine quien falleció en el incendio de Grice, no Marty. Marty y su esposo la asesinaron para robarle su identidad (que asumió Marty) y su dinero. Luego hicieron pasar un cadáver por otro cambiando los registros dentales. Marty viajó a Florida como Elaine y aterrizó como Pat Usher con la ayuda de cirugía estética. Siendo incapaz de encontrar el pasaporte de Elaine, ella y su esposo se vieron forzados a esperar uno nuevo antes de poder salir del país. Kinsey regresa al hogar de los Grice para buscar el arma del crimen pero, mientras se encuentra allí, los Grice la encuentran. Marty Grice es disparado en el brazo izquierdo durante la pelea siguiente pero Kinsey consigue detener a los dos criminales y pedir ayuda. 

## Premios
"B" de Bestias fue ganadora en 1986 del Premio Anthony a la Mejor Novela en Bouchercon, la Convención Mundial del Misterio, en Baltimore, Maryland. El libro también ganó en 1986 el Premio Shamus a la Mejor Novela del colectivo Private Eye Writers of America.